# Bradysia silvestrii
Bradysia silvestrii är en tvåvingeart som först beskrevs av Jean-Jacques Kieffer 1910.  Bradysia silvestrii ingår i släktet Bradysia och familjen sorgmyggor.
Artens utbredningsområde är Maine. Inga underarter finns listade i Catalogue of Life.